# Flavien Rami Al-Kabalan
Flavien Rami Al-Kabalan (* 17. Juli 1979 in Zaidal, Gouvernement Homs) ist ein syrischer Geistlicher, syrisch-katholischer Bischof, Apostolischer Visitator und Patriarchalprokurator des Patriarchats von Antiochia.

## Leben
Rami Al-Kabalan studierte zunächst Philosophie und Katholische Theologie am Priesterseminar von Charfet. Seine Studien setzte er in Rom am Päpstlichen Griechischen Kolleg und am Päpstlichen Französischen Priesterseminar fort. An der Päpstlichen Lateranuniversität erwarb er das Lizenziat in Theologie. Er empfing 2004 in Rom durch den Kardinalpräfekten der Kongregation für die orientalischen Kirchen, Ignatius Moussa Daoud die Diakonats- und im Juli 2005 in seinem Geburtsort durch den Erzbischof von Homs, Théophile Georges Kassab, das Sakrament der Priesterweihe.
Von 2007 bis 2011 war er in der Pfarrseelsorge in der Erzeparchie Homs tätig und ging anschließend erneut zum Studium nach Rom. Seit 2013 war er Postulator im Seligsprechungsverfahren für den Märtyrerbischof Flavianus Michael Malke sowie Assistent des Prokurators beim Heiligen Stuhl. 2015 beendete er sein Studium des Ostkirchenrechts am Päpstlichen Orientalischen Institut mit der Promotion.
Am 21. Juni 2017 ernannte ihn Papst Franziskus zum Apostolischen Visitator für die syrisch-katholischen Gläubigen in Westeuropa. Am 27. März 2020 ernannte ihn der syrisch-katholische Patriarch Ignatius Joseph III. Younan zum Patriarchalprokurator des Patriarchats von Antiochia. Papst Franziskus ernannte ihn daraufhin am folgenden Tag zum Titularbischof von Arethusa dei Siri. Mit der Ernennung zum Bischof nahm er den Namen Flavien beziehungsweise Flaviano an. Die Bischofsweihe spendete ihm Patriarch Ignatius Joseph III. Younan am 13. September desselben Jahres in der Lateranbasilika in Rom. Mitkonsekratoren waren der Erzbischof von Aleppo, Denys Antoine Chahda, und der Sekretär der Kongregation für die orientalischen Kirchen, Erzbischof Giorgio Demetrio Gallaro. Vom 21. Oktober 2021 bis zum 3. März 2023 war Al-Kabalan während der Sedisvakanz zudem Patriarchaladministrator der Erzeparchie Homs.